# حصار بانياس
حصار بانياس هي عملية عسكرية نفّذها الجيش السوري على مدينة بانياس الساحلية بدأت في 3 أيار إثرَ حركة الاحتجاجات المُستمرَّة فيها. ظلَّ الحصار مفروضاً على المدينة حتى يوم 13 أيار، عندما أعلنت السلطات السورية رسمياً بدأ سحب قوَّاتها من المدينة هي ودرعا معاً، وقد عاودت المُظاهرات الخُروج فيها بعدَ ذلك، إلا أنّ الانتشار الأمني الخانق لا زال مستمراً فيها منذ الاجتياح حتى الوقت الحاضر.

## الخلفية
بدأت المُظاهرات بالاندلاع في مدينة بانياس خلال يوم الغضب السوري 18 مارس، حيث خرجت مظاهرات ادعت مصادر حقوقية أن عدد المُشاركين فيها بلغ 5,000 من «مسجد الرحمن» في المدينة، تلتها حملة اعتقالات في المنطقة. وحسب مصادر حقوقية أخرى فقد تكرَّرت مُظاهرات مشابهة شارك فيها حوالي 1,000 في المدينة يوم الجمعة 1 أبريل، بينما أصدر 18 شخصاً من علماء المدينة بياناً طالبوا فيه النظام بالإصلاح وأيَّدوا مطالب الشعب. وبعدَ ذلك بأسبوع - في الجمعة 8 أبريل - ادعى شهود بأن الآلاف تظاهروا مرة أخرى، غيرَ أن الأمن فرقهم، وقد تظاهر مئات آخرون في 9 أبريل أيضاً، في يوم 10 أبريل - وحسب البي بي سي وفرانس24 - تظاهر الآلاف في بانياس وهتفوا بإسقاط النظام أمام مسجد الرحمن نفسه، فأطلقت عليهم قوات الأمن النار متسببة بسقوط 4 قتلى و22 جريحاً، في الوقت الذي طوقت فيه هذه القوَّات المدينة مستخدمة الدبابات والمدرعات وانتشرت في انحائها آخذة بإطلاق النار في الشوارع، كما رابطت عند «مسجد أبو بكر الصديق» وأطلقت النار على المصلين فيه. وقد نقل العديد من الجرحى والقتلى إلى المستشفيات، بينما ناشدت الجوَامع مع على المنابر الأطباء من الأهالي بالذهاب إلى تلك المستشفيات لعلاج المُصابين. أما الإعلام السوري فقد صرَّحَ بعض المجموعات المسلحة نصبت كميناً لوحدة من الجيش قرب بانياس وقتلت ضابطاً بها. ولاحقاً ارتفع قتلى المتظاهرون حسب المعارضة إلى 6 وقتلى الأمن حسب الإعلام السوري إلى 9. وفي يوم 11 أبريل التالي شيَّعَ الأهالي قتلى اليوم السَّابق في المدينة، في الأثناء التي كانت الكهرباء والاتصالات مقطوعة فيها والأمن يَشن حملة اعتقالات عشوائيَّة في أحيائها.
في يوم الثلاثاء 12 أبريل قبضت قوَّات الأمن على 200 مواطن في بلدة البيضا جنوب بانياس قالت مصادر أنهم أجبروا على الهتاف تأييداً للنظام أمام كمرات التلفيزيون السوري، بالإضافة إلى 150 آخرين اعتقلوا في قرى مجاورة منها بيت جناد. وفي اليوم ذاته أطلق الأمن ومسلحون مجهولون - قال شهود أنهم من الشبيحة - النار عشوائيّاً في شوارع البلدة مستخدمين الرشاشات، مما تسبَّب بسقوط قتيل و5 جرحى على الأقل بين المدنيَّين. ولم تكن البيضا وَحيدة في هذا، إذ أفاد شهود آخرون بحدوث إطلاق نار مشابه في بلدتي الباصية والعديمة - المجاورتين لبانياس أيضاً - وشن حملات تفتيش واسعة فيهما. أما بانياس نفسها فقد شدد الحصار عليها، وبدأت تعاني من أزمة في الغذاء خصوصاً الخبز، وحسب ناشطين فإن شوارعها أصبحت مهجورة وتجمدت الحركة التجارية فيها إثرَ الحصار الذي منعَ كلياً الدخول أو الخروج من المدينة. كما ادَّعى هؤلاء الناشطون أن الرجال التسعة الذين تحدَّث عنهم التلفزيون السوري قتلهم الأمن لرفضهم محاصرة بانياس.
في اليوم التالي - الأربعاء 13 أبريل - قال ناشط حقوقي أن 5 آلاف من نساء البيضة وقرى بانياس احتشدن على طريق بانياس - طرطوس الدولي وأغلقنه احتجاجاً على اعتقالات اليوم السّابق في البلدة، ومُطالبة بالإفراج عن المعتقلين. وأعلن في يوم 14 أبريل التقاء وفدين أحدهما من الحكومة والآخر من سكان بانياس للتفاوض حولَ دُخول الجيش، انتهى بالاتفاق على إطلاق سراح من اعتقلوا خلال اليومين الأخيرين مقابل دخول الجيش إلى مناطق محددة من المدينة (التي كان الأمن قد انسحب منها سابقاً)، مع منعه من دخول الأحياء وشن حملات اعتقالات فيها كما حدث في السَّابق. ولاحقاً خلال اليوم ذاته قالت وكالة سانا السوريَّة أن مسلحين هاجموا جنوداً من الجيش وقتلوا أحدهم خلال دوريَّة حراسة. تظاهرَ في يوم الجمعة 15 أبريل حوالي 1,500 شخص في بانياس - حسب المرصد السوري لحقوق الإنسان - مُطالبين بالحرية، بينما لم ترد أنباء عن تعرُّض الجيش لهم، وقد تجدَّدت هذه المظاهرات في يوم 16 أبريل عندما خرجت مظاهرة نسائيَّة أخرى شاركت فيها حوالي 1000 امرأة.
في يوم 19 أبريل خرج مئات المتظاهرين مُعلنين غضبهم في بانياس مباشرة بعدَ بيان للحكومة أعلنت فيه رفع حالة الطوارئ في البلاد. وأخيراً في يوم 20 أبريل أقالت السلطات السوريَّة مسؤول الأمن السياسي في بانياس إثرَ اضطرابات الأيَّام السابقة، وذلك في ذمة التحقيق معه بقضايا تتعلق باستخدام القوة ضد المتظاهرين حسب قول السلطات. خرجَ المئات بمظاهرات جديدة يوم 22 أبريل تحت شعار «الجمعة العظيمة»، كما انتشرت آليَّات عسكرية ومدرعا في التلال المُحيطة بالمدينة استعداداً لشن هجوم عليها مساءَ الأحد 24 أبريل بحسب الناشط أنس الشغري. وأعلن 30 عضواً في حزب البعث من بانياس انشقاقهم يوم الأربعاء 27 أبريل. وقد أفادَ شهود عيان في يوم الجمعة 29 أبريل بأن المدينة أصبحت في حالة شبه حصار وافتقار للطعام، وبأن المُظاهرات خرجت في ذلك اليوم من مسجدين هما الرحمن وأبو بكر تحت شعار «جمعة الغضب»، ثم خرجت مُجدداً في مظاهرة مسائية يوم السبت 30 أبريل بمشاركة الآلاف حسب المرصد السوري لحقوق الإنسان.

## الاجتياح
بدأ الحصار الفعلي لمدينة بانياس في يوم الثلاثاء 3 مايو، عندما طوَّقتها قوى الأمن - بحسب الناشط أنس الشغري - وأغلقت مدخليها الشمالي والجنوبي، بينما دخلتها قوَّات أخرى للسَّيطرة على وسطها خصوصاً منطقة السوق الرئيسي، التي كانت أحد منابع المُظاهرات في المدينة، وبعد ذلك سيطرت القوات على شارع السوق وبدأت بشن حملة اعتقالات فيه. وقد قامَ الأهالي بوضع حواجز مختلفة في الطرقات، وذلك بهدف إعاقة حركة الأمن ومنعه من خول أحياء المدينة. وإلى جانب ذلك، أفادَ أنس بأن الأمن لجأ إلى تسليح أهالي بعض القرى ذات الأغلبيَّة العلويَّة المحيطة ببانياس للمساعدة في عمليَّة الاقتحام. وفي الليل خرجت مُظاهرة مسائية شارك فيها بضع مئات في المدينة، واستمرَّت لمدة ساعتين من الزمن. وحسبَ إفادات لاحقة فقد كانت حصيلة اجتياح يوم الثلاثاء بالمجمل سقوط 6 قتلى، في حين عاودَ 3 آلاف شخص التظاهر يوم 4 مايو مُطالبة بإنهاء الحصار.

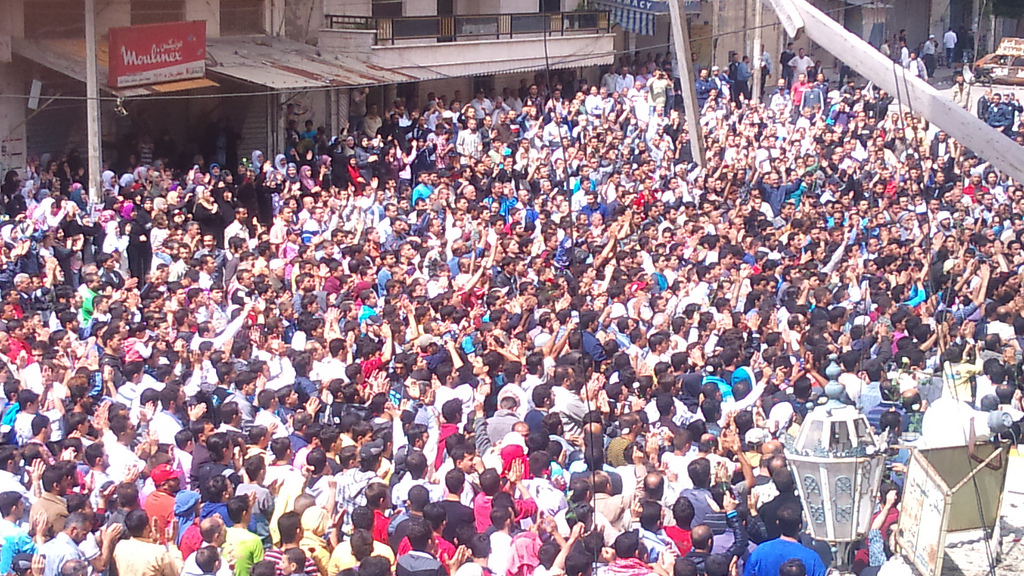
مَسيرة حاشدة في مدينة بانياس يوم جمعة التحدي بتاريخ 6 مايو 2011 (خلال اجتياح المدينة).

في يوم الخميس 5 مايو عززت القوات الأمنية وُجودها في بانياس بحسب ناشطين حقوقيين ونفذت بعض الاعتقالات، كما تجمعت حولها عشرات الدبابات والمدرعات في قرية سهم البحر المُجاورة التي لا تبعد عن المدينة سوى 10 كيلومترات، في حين بدأ الجيش بإقامة الحواجز الأمنية في بانياس نفسها والفصل بين أحياء الطائفتين السنيَّة والعلويَّة بها. كما تجددت مُظاهرات المدينة في يوم 6 مايو تحت شعار «جمعة التحدي». وأخيراً بدأ في صباح يوم السبت 7 مايو اقتحام بانياس بالدبَّابات، إذ قطعت عنها خدمات الكهرباء والماء والاتصالات، ثم بدأ الجيش في المرحلة الأولى من العملية باقتحام القرى المحيطة بها، فحاصرَ بلدات البيضا والمرقب والبساتين والباصية. فقد صرَّحَ شهودٌ بأن الجيش سيطر تماماً على قلعة المرقب المُجاورة وأغلقها كلياً، في حين بدأ عمليَّات واسعة في القرى المحيطة. إذ شن حملات اعتقالات في بلدات البساتين والبيضا والباصية جنوباً، بينما كانت البلدة ذات أكبر حملة اعتقالات هيَ المرقب التي ألقيَ القبض فيها على عشرات الشباب عديدون منهم دون سن الـ18 حسب المرصد السوري لحقوق الإنسان. ونتيجة لهذه الحملة فقد خرجت حوالي 150 امرأة من نساء القرية واعتصمن على الطريق العام الواصل بين مدينتي بانياس واللاذقية، فطلب رجال الأمن منهن الرَّحيل لكنهن رفضن، فبدأ بإطلاق النار عليهن، وقد أدى هذا الحادث إلى سقوط 4 قتيلات بين المُتظاهرات بالإضافة إلى إصابة 5 أخرى ات على الأقل.
وبعد كل هذه العمليات في ريف المدينة، باشرَ الجيش بالمرحلة الثانية من الحملة وهيَ اقتحام بانياس نفسها. فحاولت الدبابات عند الخامسة صباحاً دخول ثلاثة أحياء من بانياس هي حي القصور ومنطقتا القوز والمحطة، بالإضافة إلى حي رأس النبع الذي دخلته الدابات وحيَّي الميدان والقبياء الذين تعرَّضا إلى عمليات مُشابهة، لكن الأهالي وقفوا في وجه الدبابات كدروع بشريَّة ومنعوها من التقدم في عدة مناطق. كما استهدفت عُموماً المنطقة الجنوبية من المدينة بالعمليات، وذلك بما أنها منبع المُظاهرات في بانياس، في حين جابت زوارق عسكريَّة سواحل تلك الأحياء. وقد حدثَ إطلاق نار عشوائيٍّ خلال هذه العمليَّات في خمس مناطق من المدينة، هيَ الكورنيش والمدخل الجنوبي ومدخل السوق وجسرا المرقب ورأس النبع، مما أدى إلى سقوط قتيلين وعدة جرحى من المدنيين حسب المرصد السوري لحقوق الإنسان. وحسبَ شهود فقد تمت هذه العمليَّات كلها من طرف قوات الأمن، في حين كان الجيش يُؤمن لها التغطية قبل دخولها الأحياء. أما الحُكومة ووكالات الأنباء الرسمية فقد صرحت بأن الجيش والأمن لاحقا العناصر الإرهابية والمخربة في المدينة خلال اليوم، وتمكنا من إلقاء القبض على عدد كبير منهم ومُصادرة العديد من الأسلحة والذخائر التي كانوا يَستخدمونها لزعزعة الأمن والاستقرار في المنطقة وترويع الأهالي.
انتهت عمليَّات يوم السبت بالمجمل بإلقاء القبض على حوالي 200 شخص من أهالي بانياس، في يحن أصبحت المنطقة الجنوبية منها محاصرة تماماً وفي وضع إنساني خطير معَ انتشار القناصة على سطوح أبنيتها، وذلك حسب المرصد السوري لحقوق الإنسان. واستمرَّت عملية الاعتقالات هذه خلال مساء الأحد ويوم الإثنين 9 يوليو، واستهدفت خلال ذلك عدداً من قادة الاحتجاجات في المدينة وشخصياتها الكبيرة، ومنها الشيخ «أنس عيروط» والناشط «بسام صهيوني». وبعد هذه الحملات الجديدة بلغَ عدد المعتقلين الإجماليِّ 450 شخصاً، في حين خرجت بعض نساء المدينة في مُظاهرات أمام عدة مراكز للجيش مُطالبات بالإفراج عنهم.
حدث انفراج في المدينة يوم الأربعاء 11 مايو، إذ أعيدت خدمات المياه والكهرباء إليها، كما أطلق سراح حوالي 300 شخص ممن كانوا قد اعتقلوا في حملات الأيام السابقة حسبَ المرصد السوري لحقوق الإنسان، معَ بقاء حوالي 200 سجين آخرين قيد الاعتقال. لكن معَ ذلك فقد صرَّحَ المرصد بأن الدبابات كانت لا تزال تملؤ شوارع المدينة الرئيسية خلال اليوم. وفي صباح يوم الخميس 12 مايو بدأت حملة اعتقالات جديدة في بعض قرى ريف بانياس بالإضافة إلى المدينة نفسها، أدت إلى إلقاء القبض على العشرات في بلدتي البيضا والقرير وغيرهما. وأخيراً صرَّحت الحكومة السورية في يوم الجمعة 13 مايو بأن الجيش بدأ بالانسحاب بشكل تدريجيٍّ من بانياس وريفها بعدَ انتهائه من عملياته التي أرسل من أجلها وإعادته للأمن والاستقرار إلى المدينة بحسب أقوالها.

## التبعات

### النتائج
في 8 ايار تم اقتحام مشفى الجمعية في بانياس وتم اعتقال الدكتور محمد عيروط والمخدّر بسام حمودة والممرض خالد بريص وتم اقتيادهم بلباسهم الطبي إلى الملعب البلدي الذي تحول إلى معتقل كبير وتعرضوا للتعذيب المبرح بتهمة علاج الارهابيين
كما اخذوا جثث الشهداء احمد قرقور ووائل بكور ومازن جلول إلى مشفى حكومي وتم اعتقال عدد من الجرحى من أسرة المشفى إلى المشفى الوطني حيث تعرضوا للتعذيب فيها

### بانياس بعدَ الاجتياح
خرجَ الآلاف يوم 20 مايو في مُظاهرات حاشدة في بانياس تحت شعار «جمعة آزادي (الحرية)» بمشاركة نسائية ورغم وُجود الأمن بأعداد كبيرة، وحاولَت قوَّات الأمن تفريقها باستخدام الهراوات وإطلاق النار في الهواء، وقد كانت هذه أوَّل مُظاهرة في المدينة منذ فك الحصار عنها يوم «جمعة حرائر سوريا» 13 مايو.[بحاجة لمصدر] كما خرجت فيها مُظاهرة مسائيَّة ليل الثلاثاء 31 مايو، وقد تبعَ ذلك الإفراج عنن 50 معتقلاً جديداً يوم الأربعاء 1 يونيو ضمن العفو الرئاسي الذي أصدره بشار الأسد. كما خرجت مُظاهرات جديدة في بانياس يوم 3 يونيو تحتَ شعار «جمعة أطفال الحرية»، وفي يوم 17 يونيو خرجت مُظاهرتان في المدينة تحت شعار «جمعة الشيخ صالح العلي»، إحداهما كانت في المنطقة الجنوبية منها والأخرى اتجهت خارج المدينة نحوَ جسر المرقب، وقد أطلق الأمن نار عليهما لتفريق المُتظاهرين بحسب المرصد السوري لحقوق الإنسان مما أدى إلى سقوط جرحى.